# Школа (видавництво, Харків)
Видавничий дім «Школа» — українське приватне книжкове видавництво засноване у Харкові 20 лютого 2002 року. Основні напрямки діяльності — видання та гуртова торгівля книжками власного виробництва для дітей і дорослих. Засновником є Василь Федієнко — автор навчальних та розвивальних книжок для дітей.

## Історія

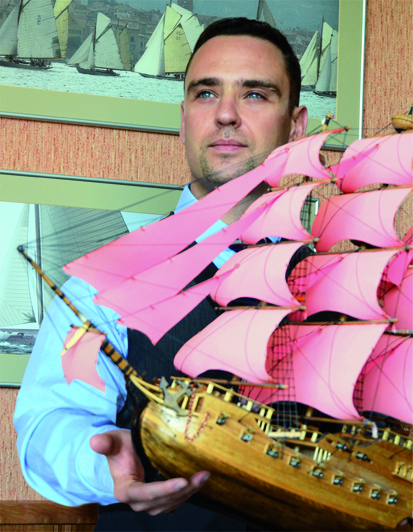
Директор ПП ВД «Школа» Василь Федієнко

Назва «Школа» відображає ідею, початковий напрям роботи й тематику книжок, які публікує видавництво, — це література для розвитку, навчання, пізнавання нового. Історія Видавничого дому почалася з публікації серії для дошкільнят «Крок до школи» й букваря «Читайлик» Василя Федієнка. Авторству В. Федієнка також належать посібники серій «Малятко», «Подарунок маленькому генію», «Дивосвіт» і «Мамина школа», книжки-картонки з рухливими елементами «Сторінки-цікавинки» та картонний посібник для дошкільнят «Всезнатика». Василь Федієнко у співавторстві створив книги-тренінги «Швидкомислення» й «Швидкочитання», серію робочих зошитів для дошкільнят «Успішний старт», посібник з практичної психології «Школа почуттів», книгу «Гномологія» тощо.
Основні напрями видавництва:
- розвивальні та навчальні посібники для дошкільнят;
- робочі зошити, прописи для учнів початкової школи;
- художня література, зокрема ілюстровані переклади найвідоміших сучасних бестселерів для дітей і підлітків;
- історична література;
- книжки-картонки для наймолодших читачів від одного року народження (від 2014 р. під торговою маркою «Дошколярик»);
- видання для широкого кола читачів.

За роки існування видавництво підготувало до друку понад 1000 найменувань українською та англійською мовами, а також кілька десятків книжкових серій.
Усі дитячі книжки видавництва мають санітарно-гігієнічні сертифікати, а численні[уточнити] навчальні посібники — відповідні грифи Міністерства освіти і науки України.

### Серії книг
На сьогодні видавництво має кілька десятків серій книжок. Найпопулярніші серед них:
- Сторінки-цікавинки
- Крок до школи
- Успішний старт
- Подарунок маленькому генію
- Дитячий бестселер
- Дітям про дітей
- Моє перше читання
- Найкращі вірші для дітей

## Автори
Видавничий дім «Школа» друкує видатних авторів минулого і сучасності, українських та іноземних у власних перекладах. Серед авторів, книги яких у різні роки було опубліковано видавництвом, — Наталя Забіла, Грицько Бойко, Платон Воронько, Ганна Чубач, Тамара Коломієць, Олег Орач, Петро Ребро, Леонід Куліш-Зіньків, Людмила Савчук, Сергій Цушко, Всеволод Нестайко, Юхим Чеповецький, Василь Сухомлинський, Ено Рауд, Ондржей Секора, Джоель Гарріс, Сельма Лагерлеф, Ян Екгольм, Тімо Парвела, Ґжеґож Касдепке, Малгожата Стрековська-Заремба, Мері Нортон, Джорджія Бінґ, Аліс Пантермюллер, Керстін Ґір, Анна Беннінґ, Барбара Кантіні, Олександр Дерманський, Барбара Космовська, Іван Андрусяк, Олександра Войцехівська та інші.

## Художники
Серед художників, з якими у різні роки співпрацювало видавництво, — Євгенія Житник, Валерій Харченко, Марина Пузиренко, Наталка Гайда, Сусанна Домбаян, Арутюн Тумагян, Надія Стельмах, Інна Черняк, Ангеліна Канкава, Ірина Смірнова, Ольга Ребдело, Світлана Медведєва, Олена Квітка, Женя Васильєва та інші.